# Usher
Usher Raymond IV (Dallas, Texas, 14 de octubre de 1978), más conocido como Usher, es un  modelo, cantante, coreografo,  bailarín,  diseñador  y productor de eventos y certámenes de belleza estadounidense.
Vendió más de 75 millones de álbumes y 200 millones de copias a lo largo de su carrera. También es parte del grupo de propietarios del equipo de la NBA Cleveland Cavaliers y tiene su propio sello discográfico llamado US Records. Usher encabezó el espectáculo de medio tiempo de la Super Bowl LVIII el 11 de febrero de 2024. Es conocido como el "Rey del R&B" por varios medios de comunicación.

## Carrera

### 1994-1996: Debut
En 1994 lanzó su primer álbum, titulado Usher. Pese a ser su disco menos vendido, recibió un disco de platino por él.

### 1997-2003:My Wayy8701
En 1997 publicó My Way. Los sencillos más sonados del álbum fueron "You Make Me Wanna", "Nice & Slow", y "My Way", Milk & Sugar creó una remezcla de este tema.
Después de graduarse en la escuela secundaria, Usher continuó desarrollando sus habilidades como intérprete en su segundo álbum. También apareció en su versión de "Let's Straighten It Out" a dúo con su compañera de la adolescencia Mónica; y en "Dreamin'" de 1994 desde La Fase en Juegos Olímpicos de Atlanta 1996. Además, colaboró en "I Swear I'm in Love" de la banda sonora Kazaam de 1996.
En 2001 lanza el álbum 8701. Los primeros dos sencillos del álbum fueron "U Remind Me" y "U Got It Bad", ambos grandes éxitos; el tercer sencillo fue "U Don't Have To Call", que también estuvo a la cabeza en varias listas de popularidad, y el cuarto y último sencillo fue "U Turn". El álbum fue certificado 4 veces platino, vendiendo más de 7 millones de copias en el mundo. Usher tuvo dos nominaciones a los Grammy, ganando una de ellas.

### 2004-2009:ConfessionsyHere I Stand
En 2004 es lanzado Confessions. El primer sencillo del álbum fue la canción "Yeah" que estuvo 12 semanas en el primer lugar en la lista de Billboard 100 en el Hot R&B/Hip-Hop Singles Chart, el álbum vendió 1 millón de copias en la primera semana (siendo el primer cantante de R&B en vender esa cantidad, dejando atrás las ventas de R. Kelly en el 2000, y casi igualado por el álbum del cantante Justin Timberlake; FutureSex/LoveSounds (2006), casi 700.000 copias en su primera semana). Después sacó los sencillos "Burn" y "Confessions II", que también alcanzaron los primeros tres lugares en la lista, convirtiéndolo en el tercer artista en lograr tener tres canciones en los primeros tres lugares al mismo tiempo en la lista de Billboard Hot 100, pero Usher ha sido el único solista en lograr esto (los otros 2 fueron Los Beatles en 1964 y los Bee Gees en 1978). El álbum vendió más de 14 millones de copias, siendo así considerado disco de diamante en Estados Unidos. En septiembre del 2004 sacó el sencillo "My Boo" con Alicia Keys y Beyoncé, la canción fue el primer sencillo de la edición especial del álbum Confessions, y también alcanzó el primer lugar, dándole así a Usher 28 semanas en el primer lugar en la lista en ese año. El segundo sencillo del álbum fue "Caught Up", que llegó solo al puesto número 8. Después de eso, Usher lanzó un trabajo musical especial, llamado Rhythm City, y en el que están incluidas las canciones "Caught up", "Seduction", "Take Your Hand" y "Red Light". Rhythm City fue pasado por canales musicales y logró un gran éxito. En total el álbum Confessions ha vendido hasta la fecha un poco más de 20 millones de copias en todo el mundo; Usher ganó numerosos premios por el álbum, entre ellos: 2 premios MTV Video Music Awards, 3 premios World Music Awards, 2 premios Source Hip Hop Music Awards, 3 premios Radio Music Awards, 4 premios American Music Awards, 11 premios Billboard Music Awards, 2 premios MTV Europe Music Awards, y en la ceremonia del 2005 de los Grammy Awards ganó 3 premios, mejor dúo de R&B por "My Boo", mejor canción de R&B-Hip Hop con "Yeah", y mejor álbum de R&B por Confessions, en 2011 el Grammy a mejor álbum R&B contemporáneo por Raymond V. Raymond).
El 27 de mayo de 2008 lanzó Here I Stand. El primer sencillo del álbum es la canción "Love In This Club" con Young Jeezy, alcanzando la posición número 1 en la Billboard por 3 semanas consecutivas, el video se estrenó este 7 de abril en MTV, VH1 y BET. El álbum estaba previsto salir a la venta en junio, pero debido a la gran demanda de los fanes, se ha adelantado para el 27 de mayo. El segundo sencillo lanzado fue "Love In This Club II", que contó con la participación de Beyoncé y Lil' Wayne.

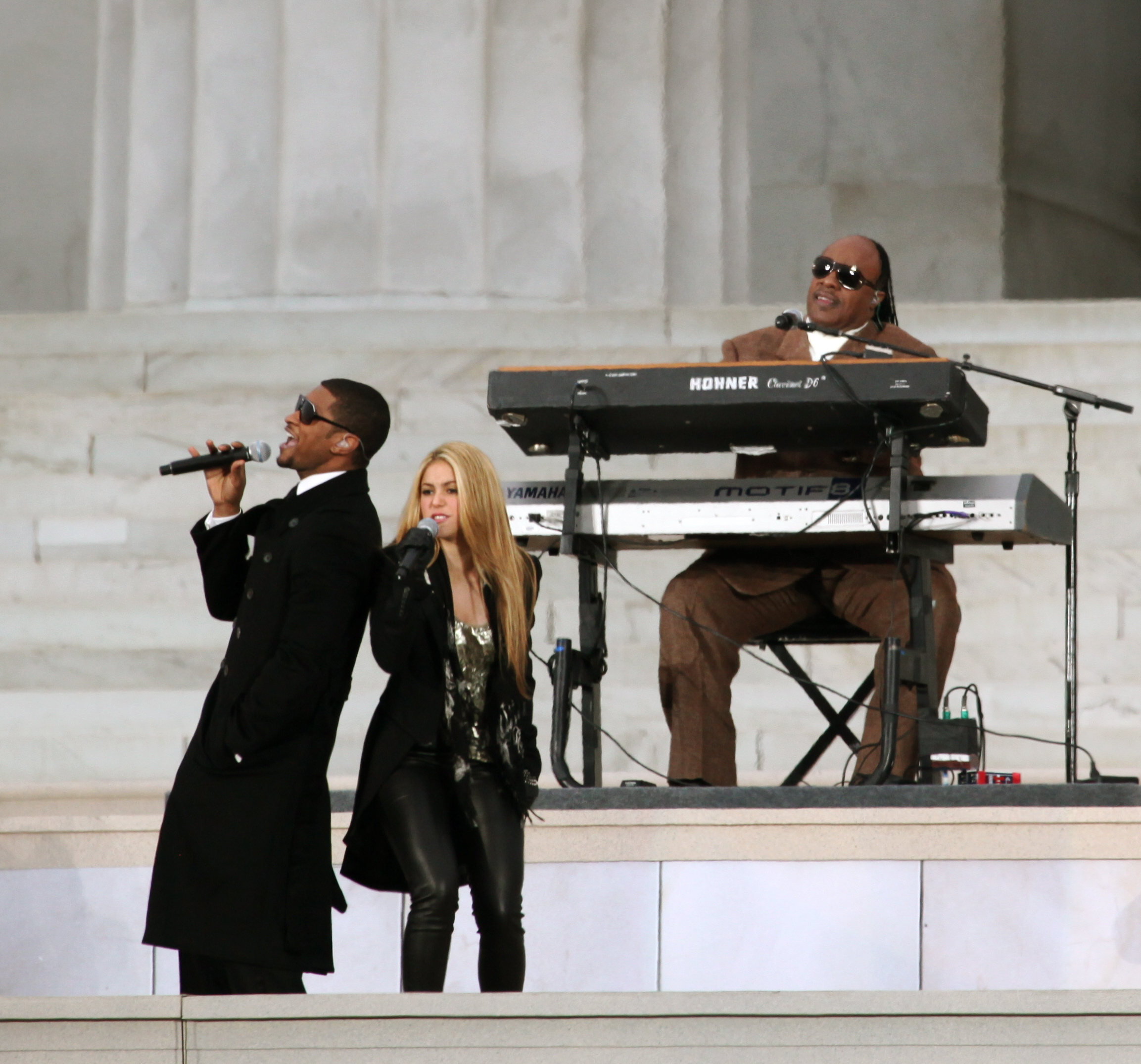
Usher junto a Shakira y Stevie Wonder en la presentación inaugural del presidente Barack Obama.

### 2010-2011:Raymond V. Raymondy Versus
El 5 de octubre del 2009 Usher dio a conocer su primer sencillo, "Papers", fue puesta en descarga digital. La canción llegó al número 38 en el Hot 100 y en el número 1 en el Hot R&B/Hip-Hop Songs. El sencillo oficial fue conocido como "Hey Daddy (Daddy's Home)" y fue lanzado el 8 de diciembre en la radio.
Raymond V Raymond se lanzó el 26 de marzo de 2010 en Alemania, el 30 de marzo de 2010 en los Estados Unidos, y fue lanzado 26 de abril de 2010 en el Reino Unido. El álbum debutó en el número uno en Billboard 200, vendiendo 329.000 copias en su primera semana. Se convirtió en su cuarto álbum consecutivo en alcanzar las listas de éxitos y ha lanzado cuatro sencillos que han alcanzado el número uno en la lista Billboard, los cuales son "Hey Daddy (Daddy's Home)", "Lil Freak", "There Goes My Baby" y el éxito internacional "OMG". El álbum ha sido disco de platino certificado por la RIAA.
Usher anunció el 8 de julio de 2010 que hizo una extended play del sexto álbum de estudio Raymond v. Raymond. Llamado Versus, y una deluxe edición de Raymond v. Raymond que fue lanzado el 24 de agosto de 2010.
Tras su salida, Raymond V. Raymond ha recibido buenos comentarios de la música en general, la mayoría de los críticos. Ha ganado el Grammy a mejor álbum R&B contemporáneo, con este último disco. También ha ganado el Grammy a mejor actuación vocal masculina R&B, con la canción "There goes my baby"
En estos momentos su mejor canción es "Dirty Dancer" Ft Enrique Iglesias y Lil Wayne.
También participó en el Super Bowl XLV junto con The Black Eyed Peas y Slash siendo un espectacular show de medio tiempo, saliendo del cielo y cantando su éxito "OMG" junto con Will.i.am.
El 8 de septiembre de 2011, Usher apareció en el segundo sencillo de Romeo Santos, "Promise", de su álbum de estudio debut Fórmula, vol. 1. La canción fue su primer número uno en la lista Billboard Latin Songs. Un mes después, el 7 de octubre, Sony Music, que era una empresa matriz de RCA Music Group, confirmó la consolidación de los sellos anteriores de Usher, Jive and Arist, junto con J Records.  Tras la consolidación de los tres sellos, Usher (y varios otros artistas previamente firmados con los tres sellos antes mencionados) lanzarán material musical futuro bajo RCA Records.

### 2012-2014-Looking 4 MyselfyThe Voice
En noviembre de 2011, el cantante reveló que para su próximo álbum estaba trabajando en un nuevo tipo de música que describió como "pop revolucionario", que combina diferentes géneros para formar un nuevo sonido. Su séptimo álbum de estudio Looking 4 Myself fue publicado el 8 de junio de 2012 en todo el mundo y recibió críticas generalmente positivas de los críticos de música contemporánea. El cantautor y productor discográfico estadounidense Rico Love fue entrevistado por la revista Billboard, donde habló sobre sus relaciones con artistas y experiencias.  En una entrevista para MTV News, Usher declaró que Looking 4 Myself es "el álbum más artístico" que ha tenido en la historia. Cuando Reuters le preguntó durante una entrevista sobre la última cita y cómo este proyecto era diferente, Usher explicó que sentía que estaba cerca de un "renacimiento" y que antes de Looking 4 Myself, se sentía restringido y conforme a un estándar específico. Se dijo a sí mismo "Tengo que ir con lo que siento y espero que la gente me siga".
En 2013, reemplazó a CeeLo Green como entrenador de la cuarta temporada de The Voice de NBC. Su último acto, Michelle Chamuel, perdió el título ganador ante Danielle Bradbery, asesorada por Blake Shelton.
El 19 de marzo de 2013 Usher anunció su octavo álbum UR , en agosto de 2014 el cantante anuncia la gira 
«UR Experience Tour» comenzó en Montreal, Quebec el 1 de noviembre y finalizó el 14 de diciembre en Tampere, Florida. En la etapa norteamericana de las 27 ciudades tuvieron como actos de apertura a DJ Cassidy y August Alsina.  En su etapa europea Usher visito 23 ciudades el acto de apertura fue de Nico & Vinz.

### 2015-2017:Hard II Love
El 16 de octubre de 2015, lanzó un video musical a través de la plataforma de música Tidal llamado «Chains» con los artistas Nas y Bibi Bourelly.  El 14 de enero de 2016, después de continuos retrasos de su octavo álbum, Usher anunció a través de una publicación de Instagram de Daniel Arsham que cambió el título del álbum de UR a Flawed. Su lanzamiento estaba programado para abril de 2016, pero se retrasó sin fecha de lanzamiento. El 29 de febrero de 2016, Yuna lanzó «Crush» como el primer sencillo de su próximo álbum Chapters con Usher. El 9 de junio de 2016, Usher lanzó un nuevo sencillo de su esperado próximo álbum Flawed en la plataforma de transmisión de música Tidal titulado «No Limit» con Young Thug, junto con un segundo sencillo titulado «Crash» el 10 de junio para todas las plataformas digitales.
El álbum Hard II Love fue publicado el 16 de septiembre de 2016 y recibió críticas generalmente positivas de los críticos de música. Debutó en el número 5 en el Billboard 200 de Estados Unidos y vendió 28.000 copias en ese país en su primera semana. También se convirtió en su séptimo álbum consecutivo entre los diez primeros en los Estados Unidos. El sencillo principal, "No Limit", con el rapero Young Thug, se transmitió inicialmente a la radio Urban el 9 de junio y, finalmente, alcanzó el puesto número 1 en la lista de reproducción al aire Mainstream R&B/Hip-Hop, el número 32 en el Billboard Hot 100 y el número 9. sobre las canciones populares de R&B/Hip-Hop.

### 2018-2023:Ay nuevo álbum de estudio
El 12 de octubre de 2018, Usher lanzó su noveno álbum de estudio, titulado simplemente A. El álbum fue producido por Zaytoven, quien previamente colaboró con él en Raymond v. Raymond como coproductor del sencillo "Papers".
El 13 de diciembre de 2019, Usher lanzó el sencillo principal, "Don't Waste My Time", con la cantante y compositora británica Ella Mai para su próximo noveno álbum de estudio. Fue coproducida por los antiguos colaboradores Bryan-Michael Cox y Jermaine Dupri. Usher, Ella Mai y Jermaine Dupri interpretaron la canción en SOS de BET: Saving Ourselves - A BET Covid 19 Relief Special, para beneficiar a las comunidades afroamericanas afectadas por el corona virus el 22 de abril de 2020. Encabezó la lista de R&B para adultos, convirtiéndose en su quinto número uno en esa lista.
Usher actuó en la 62° Entrega Anual de los Premios Grammy el 26 de enero de 2020. Usher y Shelia E. realizaron un homenaje especial en honor al Príncipe. Esta actuación fue un adelanto para el concierto Let's Go Crazy: The Grammy Salute to Prince en el Staples Center programado para el 28 de enero de 2020 en CBS con actuaciones de Alicia Keys, John Legend, Chris Martin, H.E.R. y más.
Usher se había programado para ser anfitrión y presentarse en los iHeartRadio Music Awards 2020, que se programó para transmitirse en vivo en Fox el domingo 29 de marzo. El evento fue pospuesto debido al corona virus.
Usher se desempeñó como productor ejecutivo y juez en una serie de competencia de baile llamada The Sauce. La serie de siete episodios se estrenó el 6 de abril de 2020 en el servicio de transmisión Quibi. El 11 de abril de 2019, Usher lanzó su segundo sencillo, "SexBeat", con los excolaboradores Lil Jon y Ludacris. Fue coescrito por Jermaine Dupri y Antoine Harris. El lanzamiento de "SexBeat" se produjo días después de que Lil Jon estrenó la canción el 5 de abril durante una batalla de música en línea llamada #VERZUZ presentada por Swizz Beatz y Timbaland.
Usher apareció en Songland de NBC y lanzó la canción "California" con Tyga el 15 de junio de 2020. El 26 de junio de 2020, Usher lanzó "I Cry".
El 30 de junio de 2022, actuó en la serie Tiny Desk Concerts de NPR. A él se unieron los vocalistas Eric Bellinger and Vedo, el bajista Dmitry Gorodetsky, el trombonista Lemar Guillary, el trompetista Brandyn Phllips, el saxofonista Jay Flat, el teclista Darek Cobbs, el guitarrista Erick Walls y el baterista Ryan Carr.
El 17 de marzo de 2023, Usher lanzó el sencillo "GLU", su primer sencillo solista en más de dos años.
El 14 de abril de 2023, Usher anunció su espectáculo de residencia de 8 noches en Boulogne-Billancourt, titulado "Rendez-Vous À Paris" en La Seine Musicale presentado por Live Nation Entertainment. La residencia comienza el 24 de septiembre y se extenderá hasta el 5 de octubre.
El 4 de agosto de 2023, Usher lanzó el sencillo "Good Good" con Summer Walker y 21 Savage como sencillo principal de su próximo noveno álbum de estudio. Encabezó la lista R&B/Hip-Hop AirPlay, convirtiéndose en su decimosexto número uno en esa lista. También encabezó la lista de reproducción de Mainstream R&B/Hip-Hop, convirtiéndose en su decimoséptimo sencillo número uno en esa lista. Siguió con un segundo sencillo, "Boyfriend", lanzado varias semanas después.
El 14 de septiembre de 2023, Usher apareció en el sencillo "Dientes" de J Balvin. La canción alcanzó el número uno en la lista Latin Airplay.
El 24 de septiembre de 2023, Usher anunció que encabezará el espectáculo de medio tiempo del Super Bowl LVIII, celebrado en el Allegiant Stadium de Las Vegas, Nevada. Describió la oportunidad como "un honor de su vida" de poder finalmente marcar su cuenta.
Además, anunció en una entrevista de Apple Music con Zane Lowe que su noveno álbum de estudio, Coming Home, se lanzará el 11 de febrero de 2024, el mismo día que se informó que actuaría en el Super Bowl.
Usher apareció en el álbum de estudio colaborativo de Lil Wayne y 2 Chainz, Welcome 2 Collegrove, que se lanzó el 17 de noviembre de 2023. Colaboraron en "Transparency", que daba servicio a la radio urbana y rítmica.

## Vida personal
En 2001, Usher comenzó a salir con la exmiembro del TLC Rozonda "Chilli" Thomas, quien tuvo un hijo con el productor Dallas Austin. Su relación duró dos años y se separaron en diciembre de 2003, seguido de un frenesí mediático que rodea el carácter personal del cuarto álbum de Usher, Confessions.
En febrero de 2007, Foster y Usher anunciaron su compromiso. Después de la cancelación repentina de una boda planeada en julio debido a problemas médicos, finalmente se casaron el 3 de agosto de 2007 en una ceremonia privada. Su hijo Usher Raymond V nació el 26 de noviembre del mismo año.
El 10 de diciembre de 2008, Tameka dio a luz a su segundo hijo, Naviyd Ely Raymond.
En junio de 2009, Usher le pidió el divorcio a Foster, después de reclamar que vivían por separado desde hacía casi un año.
En septiembre de 2015, Usher se casó con Grace Miguel en Cuba.
El 6 de marzo de 2018, Usher y Grace Miguel informaron de su separación a los medios. El 28 de diciembre de 2018, Usher le pidió el divorcio a Miguel en Georgia.
En septiembre de 2020, se hizo público que estaba esperando su tercer hijo junto a Jenn Goicoechea, con la que empezó a salir en octubre de 2019. Su hija, Sovereign Bo, nació el 24 de septiembre de 2020. En mayo de 2021 anunciaron que estaban esperando su segundo hijo en común y el cuarto del cantante. Su hijo, Sire Castillo, nació el 29 de septiembre de 2021.

## Legado

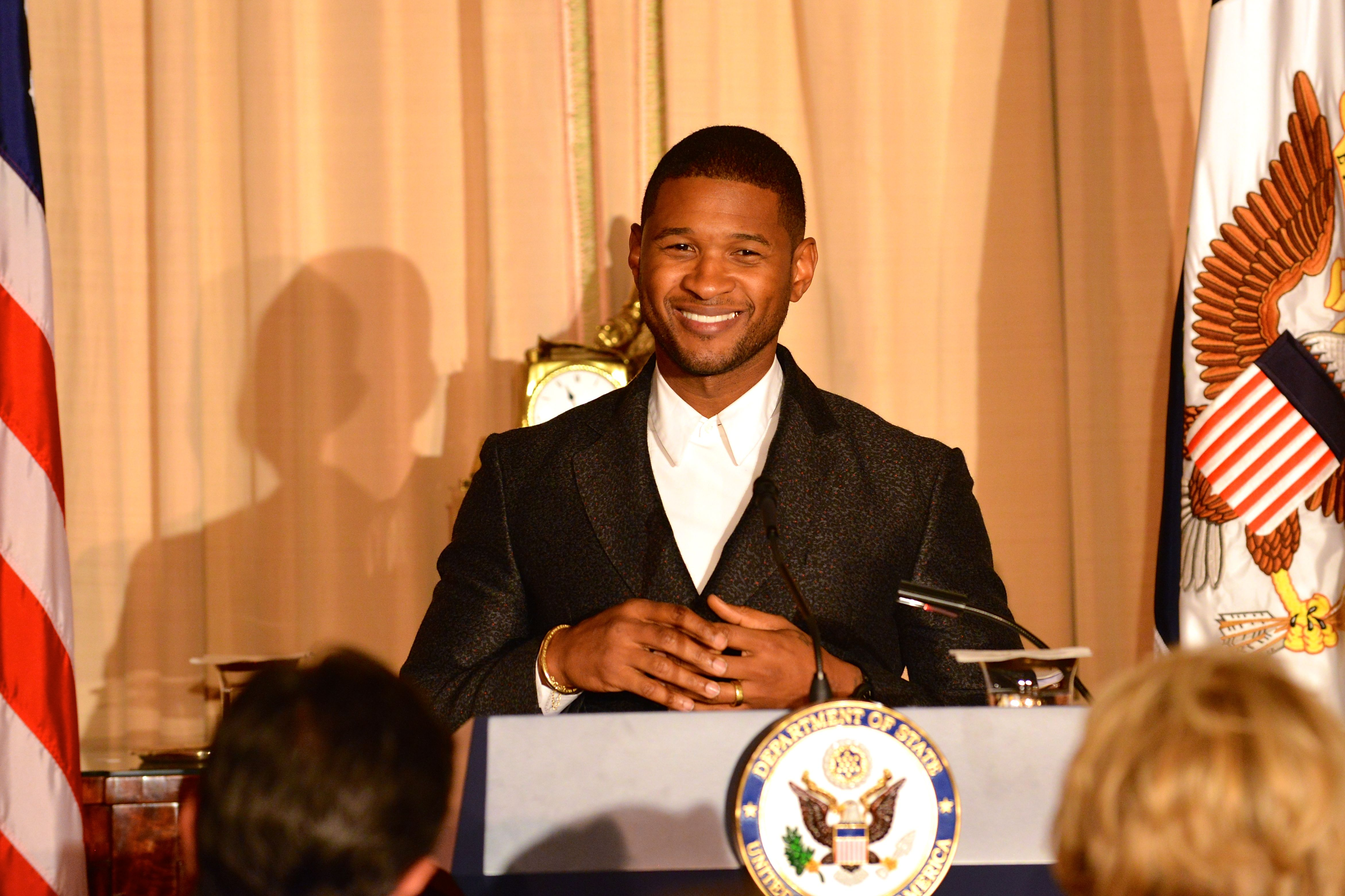
Usher en el 2015 en Kennedy Center Honors.

Usher fue nombrado el Artista Hot 100 de la década de 2000 por Billboard afirmando que "la marca sexy de R&B de Usher dominó la última década con el álbum más vendido y más números 1 que cualquier otro acto", con Confessions vendiendo 20 millones de copias en todo el mundo como el mejor álbum en solitario.  Considerado por Bonsu Thompson de Vibe como "el álbum Thriller de nuestra generación", J. Tinsley de Uproxx lo clasificó entre "álbumes emblemáticos de la cultura pop" debido a su tema.  La crítica de Sasha Frere-Jones de The New Yorker comenta que "por un tiempo, Confessions fue música pop" y dice que "podría haber sido el último éxito de taquilla en la industria del pop". Clay Cane dijo en 2008 "No vimos artistas pop/R&B en la radio pop, y Usher es una de esas personas en los años 90 que fue el catalizador de eso; fue el pionero". Descrito como el mejor bailarín del pop desde Michael Jackson por los escritores de VH1, y The Guardian, Jody Rosen dijo en 2012 "es el cantante pop masculino más grande del mundo; a veces, parece que es el único, en un mercado aún dominado por las grandes divas". Al alcanzar 9 sencillos número uno en el Billboard Hot 100 logró empatar con Bee Gees, Elton John y Paul McCartney, Justin Charity de Complex se refirió a él como "el mejor cantante pop masculino de las últimas dos décadas" en 2015.
James Brown, realizó un dúo con Usher en 2005 en la 47.ª entrega de los Premios Grammy en la que honradamente lo llamó el Ahijado del Alma. Brown reiteró "El nuevo ahijado; Usher." después de la actuación. Usher fue incluido en el 29.º Anual del Salón de la Fama de la Música de Georgia en 2007, y en el Paseo de la Fama de Hollywood en 2016 con una estrella ubicada en 6201 Hollywood Boulevard.

## Discografía
- Usher (1994)
- My Way (1997)
- 8701 (2001)
- Confessions (2004)
- Here I Stand (2008)
- Raymond v Raymond (2010)
- Looking 4 Myself (2012)
- Hard II Love (2016)
- Coming Home (2024)

## Filmografía
- The Faculty (1998)
- She's All That (1999)
- Light It Up (1999)
- Texas Rangers (2001)
- In the Mix (2005)
- The Ballad of Walter Holmes (upcoming) (2006)
- One Time (2009)
- Killers (2010)
- Never Say Never (2011)
- Scary Movie 5 (2013)
- Muppets Most Wanted (2014)
- Manos de piedra (2016)
- Hustlers (2019)